# 타카하시 카즈키
타카하시 카즈키(일본어: 高橋和希 다카하시 가즈키[*], 1961년 10월 4일~2022년 7월 6일)는 일본의 만화가, 일러스트레이터로, 유희왕 시리즈의 원작가로 잘 알려져 있다.

## 활동
1980년대 초부터 만화가 활동을 시작하여 1996년에서 2004년까지 주간 소년 점프에서 연재한 유희왕으로 큰 유명세를 얻었다.

## 사망
2022년 7월 6일 오전 오키나와현 나고시에서 300m 떨어진 앞바다에 스노클링 장비를 착용한 남성이 떠있다는 신고를 받고 출동한 해상보안청에 의해 시신이 발견되었다. 곧 시신의 신원은 만화가 타카하시 카즈키로 확인되었으며, 정황상 사망한지 1-2일이 지나서야 시신이 발견된 것으로 추정된다고 전해졌다.

## 같이 보기
- 모리카와 조지